# 蔣方智怡
蔣方智怡（1949年—），私立中國文化大學董事會董事，生於高雄，籍貫浙江新登县（今杭州市富阳区新登镇），擁有中華民國與加拿大國籍。其夫蒋孝勇是前故總統蔣經國的三兒子。

## 生平
方智怡是前交通部高速公路工程局局長方恩绪的最小的女兒，父親於1948年到高雄港務局工作，到後來因中國全境易幟，於翌年全家搬到高雄居住。蔣方智怡在世新大學圖資系就讀期間，曾擔任IBM程式設計師學習寫程式，曾參與編程財政部的財稅程式。
1973年方智怡與蔣經國的第三個兒子蒋孝勇结婚，她正式踏入蒋家大門，从此冠夫姓为蒋方智怡。於婚後兩人育有3个儿子：蒋友柏、蒋友常和蒋友青。
1988年1月13日蔣經國逝世後，蒋方智怡和蒋孝勇带着長子蒋友柏、次子蒋友常舉家搬往加拿大定居，几年後加入加拿大國籍。1990年，蒋孝勇與方智怡的第三個兒子蒋友青在加拿大出生，1996年，蒋孝勇因患癌症在台北榮民總醫院去世。蒋方智怡持有蒋经國的日记。她也是目前唯一活跃在公众视野中的蒋家女性。

## 經歷
- 私立華興托兒所創辦人
- 中國國民黨海外美國舊金山分部常委
- 中國國民黨美國總支部常委
- 中國國民黨黃復興黨部副主任委員
- 私立怡興托兒所董事長

## 現職
- 中國文化大學董事會董事[3]
- 中正文教基金會董事
- 中華民國海外泛藍大聯盟北加州召集人
- 中華民國退伍軍人協會直屬婦女會名譽理事長
- 華僑救國聯合總會理事
- 溪水旁關懷單親家庭協會理事長[4]

## 外部連結
- 溪水旁關懷單親家庭協會 （页面存档备份，存于）